# 황푸 군관학교

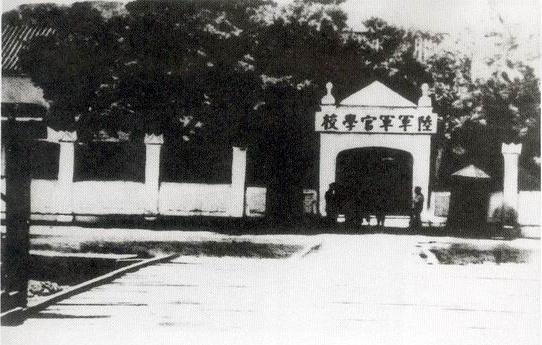
황푸 군관학교 정문

황푸 군관학교 (중국어 정체자: 黃埔軍官學校, 간체자: 黄埔军官学校)는 중국 최초의 현대식 군사학교로 북벌 기간, 중일 전쟁 및 국민당-공산당 내전 기간 동안 중국의 수많은 장군, 군사 지도자들을 배출한 학교로 유명하다. 정식 명칭은 중국국민당 육군군관학교 (중국어 정체자: 中國國民黨陸軍軍官學校, 간체자: 中国国民党陆军军官学校)이다.

## 역사
이 군사학교는 중국 국민당에 의해 1924년 6월 16일 공식적으로 설립되었는데 이 학교의 설립의식이 광둥성 광저우의 황푸(黃埔)에서 개최되었기 때문에 황푸 군관학교라는 이름을 얻었다. 이 학교의 설립의식때 쑨원이 발표한 연설문이 나중에 중화민국 국가의 가사가 되었다.
장제스는 이 학교의 초대 교장이었고 저우언라이, 왕징웨이(汪精衛)등은 정치부 교관이었다. 네룽전, 예젠잉, 쉬샹첸도 한때 교관이었다. 쑨원은 자신의 혁명을 도와줄 군사세력의 부재를 절실히 느끼고 있었는데 이때 소련의 도움으로 스스로의 혁명군을 조직하라는 조언을 받고 소련의 붉은 군대의 군사조직을 본떠서 학교 체제를 편성하였다. 소련으로부터 군사고문단등이 와서 강의하고 현대식 군사교육을 하는 데 일조하였다. 이는 제1차 국공합작의 정신에 따른 것으로 교장인 장제스와 소련의 군사고문단간의 마찰이 심했다. 1925년 쑨원의 사후 장제스가 국민당의 정권을 잡고 점차 우경화하고 마침내 1927년 국공합작이 결렬되자 황푸 군관학교도 막을 내린다.
황푸 군관학교는 비록 약 3년간 6기 약 7000명의 졸업생을 배출하고 문을 닫았지만 이 학교가 중국역사에 미친 영향을 실로 엄청난 것이다.국민당 군대과 공산당 군대 양측에 군사지도자를 배출한 것은 물론 군사뿐만 아니라 정치적으로도 이 학교출신들이 중요요직에 많이 자리를 잡았다. 국공내전 기간에 이 학교출신 부대장이 서로 반대편에서 전투를 벌이는 것은 아주 흔한 일이었다.